# Chester (Texas)
Chester és un poble al Comtat de Tyler a l'estat de Texas. Segons el cens del 2000 tenia 265 habitants.

## Demografia
Segons el cens del 2000, Chester tenia 265 habitants, 101 habitatges, i 75 famílies. La densitat de població era de 63,9 habitants/km².
Dels 101 habitatges en un 32,7% hi vivien nens de menys de 18 anys, en un 63,4% hi vivien parelles casades, en un 6,9% dones solteres, i en un 25,7% no eren unitats familiars. En el 20,8% dels habitatges hi vivien persones soles el 10,9% de les quals corresponia a persones de 65 anys o més que vivien soles. El nombre mitjà de persones vivint en cada habitatge era de 2,62 i el nombre mitjà de persones que vivien en cada família era de 3,08.
Per edats la població es repartia de la següent manera: un 23% tenia menys de 18 anys, un 12,1% entre 18 i 24, un 29,8% entre 25 i 44, un 21,5% de 45 a 60 i un 13,6% 65 anys o més.
L'edat mediana era de 33 anys. Per cada 100 dones de 18 o més anys hi havia 85,5 homes.
La renda mediana per habitatge era de 40.313 $ i la renda mediana per família de 46.875 $. Els homes tenien una renda mediana de 30.536 $ mentre que les dones 14.750 $. La renda per capita de la població era de 14.659 $. Aproximadament el 3,8% de les famílies i el 5,8% de la població estaven per davall del llindar de pobresa.

## Poblacions properes
El següent diagrama mostra les poblacions més properes.